# Eight Girls in a Boat
Eight Girls in a Boat ist ein US-amerikanischer Spielfilm aus dem Jahr 1934. Er ist ein englischsprachiges Remake des deutschen Spielfilms Acht Mädels im Boot aus dem Jahr 1932. Unter der Regie von Richard Wallace sind Dorothy Wilson, Douglass Montgomery, Kay Johnson und Walter Connolly in den Hauptrollen zu sehen. Der Film wurde am 5. Januar 1934 von Paramount Pictures veröffentlicht.

## Handlung
Ein Mädcheninternat in der Schweiz: Die Schülerin Christa Storm bemerkt, dass sie schwanger ist. Vom Kindsvater verlassen, lernt sie den Mitschüler David lieben, jedoch ist Christas Vater gegen die Beziehung. Christa ist verzweifelt und denkt sogar an Suizid.
Christa ist im Ruderteam des Internats, wo niemand von ihrer Schwangerschaft weiß. Da ihre Leistungen nachlassen, lässt ihr Trainer sie besonders hart trainieren, bis sie fast zusammenbricht. Erst dadurch wird ihre Notlage bekannt und alles wendet sich zum Guten.